# Wreło (jaskinia)
Wreło (maced. Врело) – jaskinia w północnej części Macedonii Północnej. Wejście do niej znajduje się w pobliżu Skopje, w dolinie rzeki Treska, w kanionie Matka, przy brzegu sztucznego jeziora Matka powstałego wskutek zbudowania tamy na rzece Tresce.
Jaskinia jest uważana za jedną z najgłębszych jaskiń podwodnych na świecie. Dotychczas w czasie nurkowania osiągnięto w niej głębokość 240 metrów.
Jaskinia składa się z dwóch części: nadwodnej i podwodnej. Początkowo jaskinia ma ukształtowanie poziome, w tej części znajdują się dwa jeziorka oraz duża liczba stalaktytów i stalagmitów. Dalej korytarze jaskini są całkowicie zalane wodą i wiodą pionowo w dół.
W 2010 roku włoski nurek Luigi Casati zdołał zejść na głębokość 212 metrów. W sierpniu 2017 roku polski nurek Krzysztof Starnawski osiągnął, nie pobity do tej pory, rekord osiągając głębokość 240 metrów.

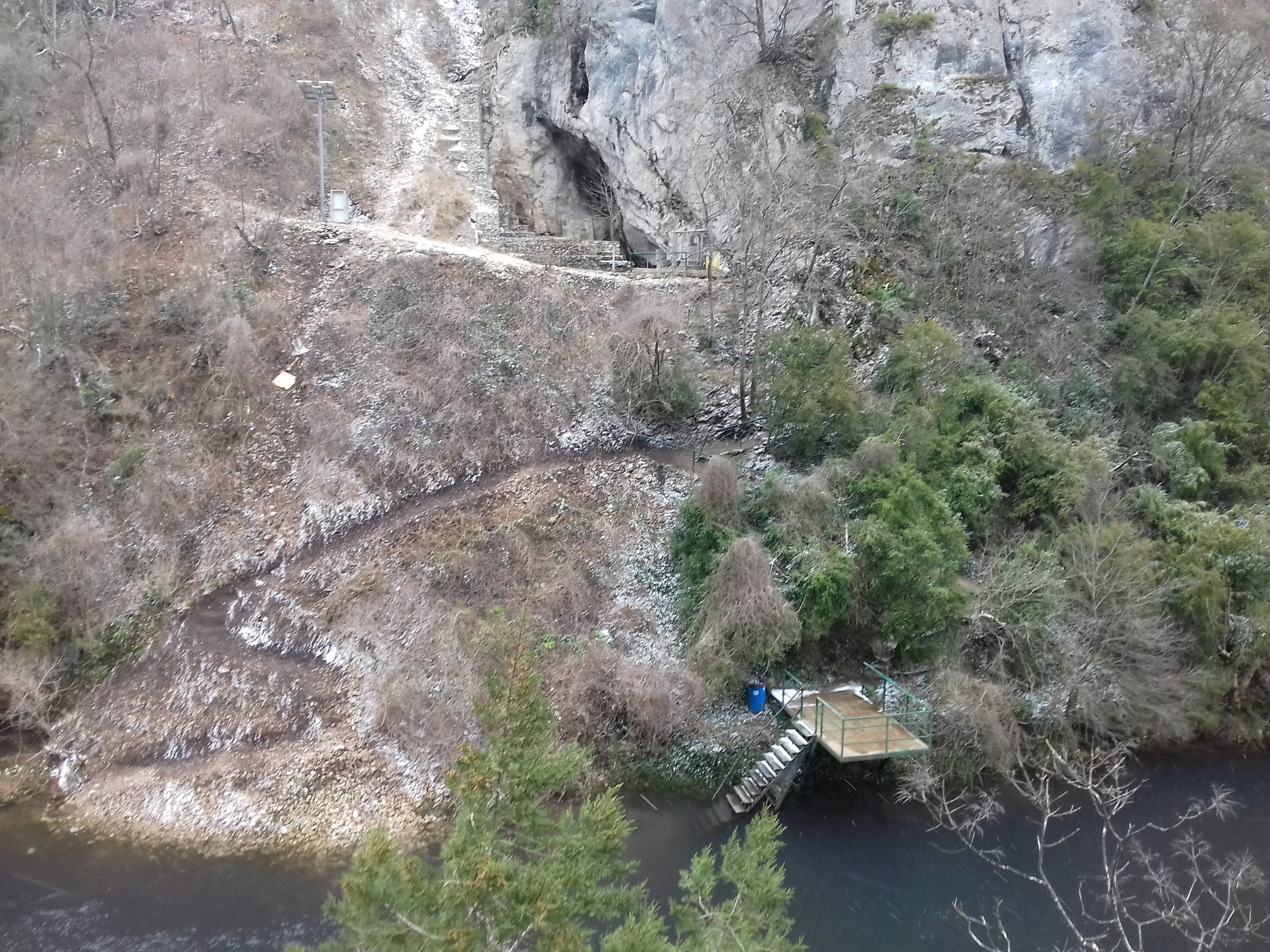
Wejście do jaskini

Początkowa część jaskini jest udostępniona turystycznie. Organizowany jest transport łodzią, która zatrzymuje się przy specjalnej platformie, od której ścieżka prowadzi do wejścia do jaskini.